# Chalcides polylepis
Chalcides polylepis es un escíncido endémico de Marruecos y del Sáhara Occidental.
Se encuentra en bosques y matorales de tipo mediterráneo, zonas rocosas, costas arenosas y pastizales. 
Aunque se desconoce su tendencia poblacional, puede estar amenazado por la intensificación agrícola y la urbanización costera.